# القضاضة (دوعن)

'

تعديل مصدري - تعديل

القضاضة هي إحدى قرى عزلة صيف بمديرية دوعن التابعة لمحافظة حضرموت، بلغ تعداد سكانها 92 نسمة حسب تعداد اليمن لعام 2004.